# Francisco de Moure

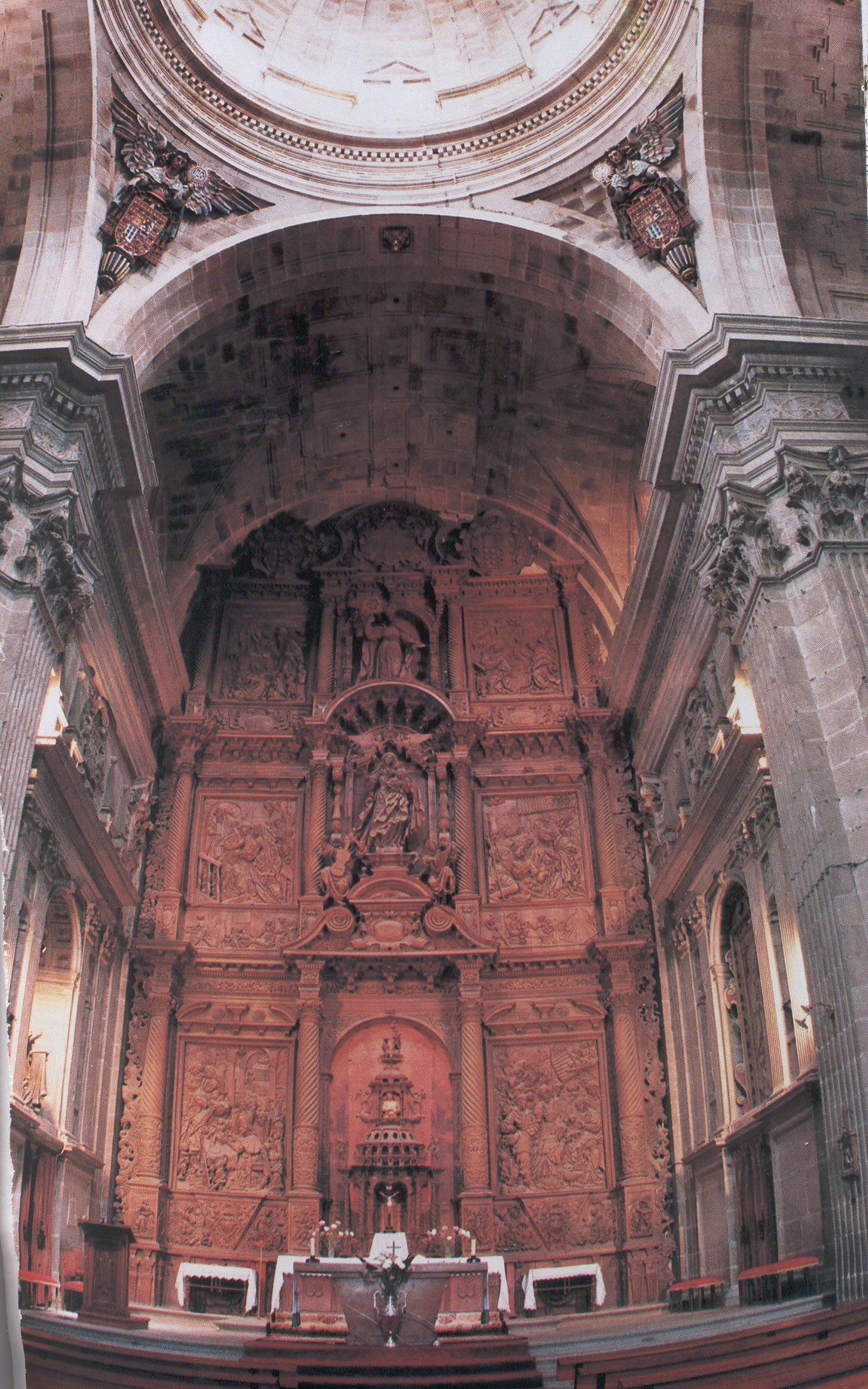
Retablo del Colegio de Nuestra Señora de La Antigua, por Francisco de Moure

Francisco de Moure (Santiago de Compostela, c. 1576-Monforte de Lemos, 1636) fue un escultor manierista y barroco español.

## Biografía
Muy joven se trasladó a Orense, donde descubriría por medio de su abuelo materno, cantero de profesión, su vocación artística. Viajó a Castilla, donde conoció los trabajos de artistas que dejaron una honda huella en él, como Berruguete y Juan de Juni. Sus comienzos fueron como aprendiz de Alonso Martínez, en Orense. En 1598 comenzó a trabajar como escultor independiente, realizando la escultura de San Roque de la catedral de Orense y, al año siguiente, una Inmaculada que posiblemente se corresponde con una Virgen conservada en el Museo Catedralicio de la diócesis.
En su primera etapa destacan los retablos de las iglesias de Sandianes y de San Pedro de Maus (Orense). Más adelante realizaría obras como el San Mauro de la Catedral de Orense, el retablo de la iglesia de Beade en Ribadavia, y cinco retablos para el convento de Samos. Ya en Lugo, realizaría su obra más importante, el coro de la Catedral de Lugo. Tras finalizar el coro lucense, fue contratado en Monforte de Lemos para la realización del retablo de la capilla mayor del colegio de los jesuitas, el Colegio de Nuestra Señora de La Antigua, obra de espectacular envergadura, en tamaño y calidad artística, que no podría rematar, pues en Monforte le sorprendería la muerte en 1636, siendo su hijo Francisco quien finalmente remataría la monumental obra.